# Муллек, Кристиан
Кристиан Муллек (род. 14 января 1960, Лорьян) — французский метеоролог, орнитолог и эко-активист.

## Известность
В 1995 году Муллек привлек внимание общественности к проблеме влияния человека на пути миграции перелетных птиц. В частности, он заметил, что гусям-пискулькам все сложнее совершать ежегодный перелет из Германии в Швецию из-за охоты, ЛЭП, светового загрязнения, аэропортов, шоссе. После консультаций с австрийским зоологом Конрадом Лоренцем Муллек научился приручать гусей и сопровождать их полет на сверхлегком самолёте, направляя стаю по безопасному маршруту.
Муллек также активно участвует в мероприятиях по защите находящихся под угрозой исчезновения гусей-пискулек (лат. Anser erythropus).
История Кристиана Муллека легла в основу фильма «Расправь крылья» французского режиссёра Николя Ванье. Премьера фильма состоялась во Франции 25 октября 2019 г. Кинокомпания Пионер выпустила фильм в российский прокат 23 января 2020 года.